# Dietrich Schindler (Politiker)

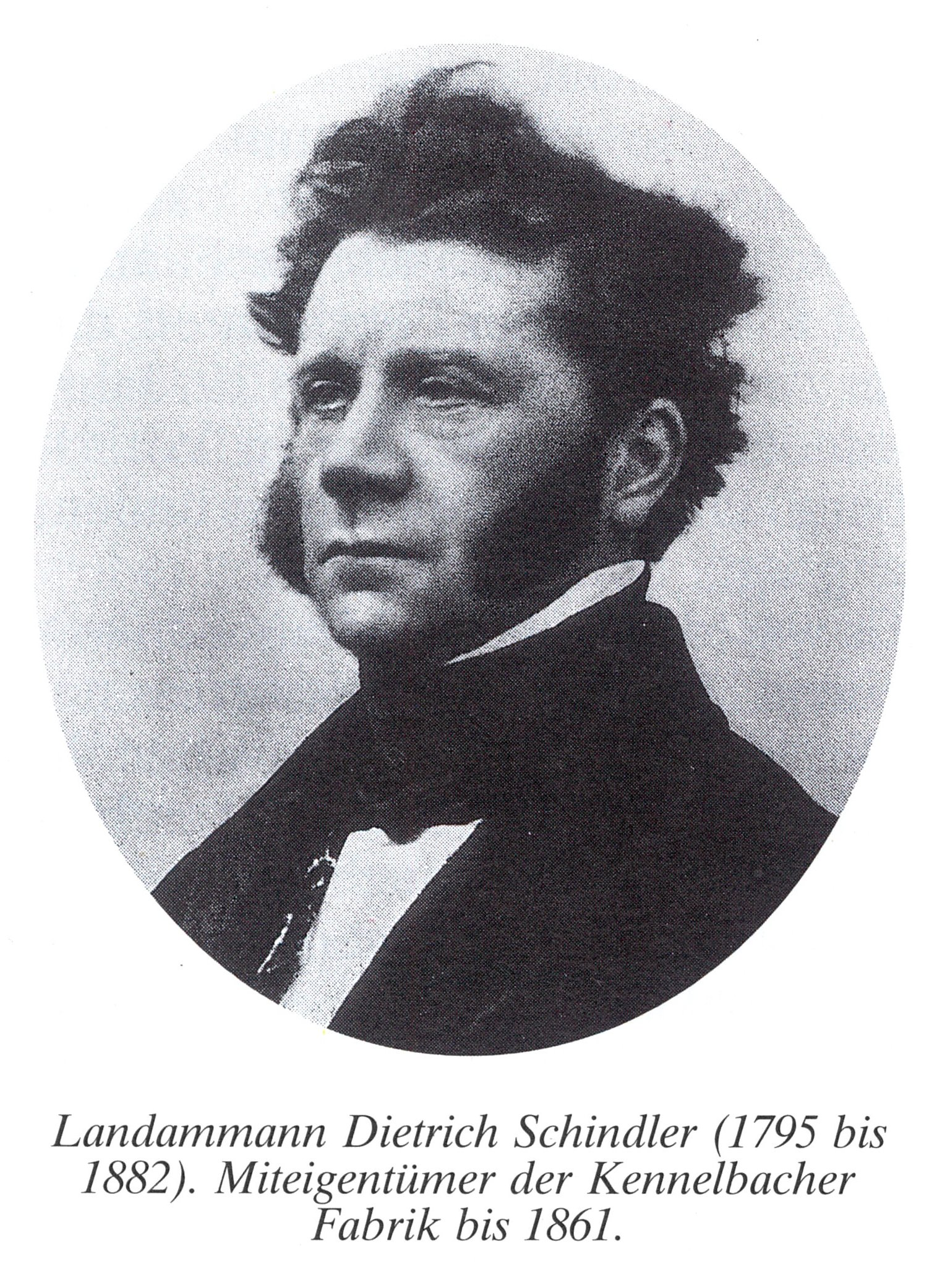
Dietrich Schindler

Dietrich Schindler (* 14. Dezember 1795 in Mollis, Schweiz; † 2. April 1882 in Zürich, Schweiz) war ein Schweizer Staatsmann, Unternehmer und Kunstsammler.

## Biografie
Nach Studium an den Universitäten Bonn, Heidelberg und Berlin (unter anderem bei Friedrich Schleiermacher und Georg Wilhelm Friedrich Hegel) 1821 Aufenthalt als Textilkaufmann in Triest. Nach Rückkehr in die Schweiz wurde er 1822 von der Glarner Landsgemeinde zum Ersatzrichter am Appellationsgericht, 1824 zum Pannervorträger, 1826 zum Zeugherrn und 1834 zum Landesfähnrich gewählt. 
1837 erfolgte die Wahl zum Landammann (Regierungspräsident), womit Schindler ins höchste Landesamt aufrückte. Schwerpunkte von Schindlers politischer Tätigkeit waren zunächst das Schulwesen und der Strassenbau. 
Schindlers grösste und bleibende Leistung war sein Engagement für eine liberale Verfassung des Kantons in den Jahren 1836–37. Zu Beginn seiner politischen Tätigkeit herrschten in Glarus noch vorrevolutionäre Zustände. Mit der Neuordnung hatte das Land Glarus die vollkommenste aller schweizerischen Demokratien (Ludwig Snell) erhalten. 
Dennoch wurde Schindler durch eine Verhärtung der Fronten zwischen den Radikalen und Konservativen (als Liberaler) in eine Vermittlerposition gedrängt, die ihn von beiden Seiten scharfer Kritik aussetzte. Resigniert sah sich Schindler schliesslich zu seinem Rücktritt veranlasst, 1840 als Landammann, 1841 als Mitglied der Regierung. 1842 verliess Schindler das Glarnerland und liess sich mit seiner Familie in Zürich nieder, wo sie 1855 eingebürgert wurden. 
Als stiller Teilhaber der von seinem Vater Samuel Schindler mitgegründeten Textilfabrik «Jenny und Schindler» in Hard und Kennelbach (Vorarlberg, Österreich) führte er das Leben eines Privatiers. 
Dabei betätigte er sich insbesondere als Kunstsammler und -förderer. Unter anderem legte er eine hochkarätige Sammlung mit Stichen von Albrecht Dürer an, die im Jahr 2000 dem Kunsthaus Zürich geschenkt wurde. 55 Blätter der Sammlung wurden dort vom 3. November 2006 bis 21. Januar 2007 in einer Ausstellung gezeigt.
Sein Sohn Caspar Schindler-Escher wurde 1828 geboren.